# Giro dell'Appennino 1982
Il Giro dell'Appennino 1982, quarantatreesima edizione della corsa, si svolse il 20 giugno 1982, su un percorso di 254 km. La vittoria fu appannaggio dell'italiano Gianbattista Baronchelli, che completò il percorso in 6h49'45", precedendo i connazionali Franco Chioccioli e Mario Beccia. Per l'atleta bergamasco si trattò della sesta ed ultima vittoria consecutiva al Giro dell'Appennino.
I corridori che partirono furono 51, mentre coloro che tagliarono il traguardo di Pontedecimo furono 29.

## Ordine d'arrivo (Top 10)
| Pos. | Corridore                | Squadra             | Tempo    |
| ---- | ------------------------ | ------------------- | -------- |
| 1    | Gianbattista Baronchelli | Bianchi-Piaggio     | 6h49'45" |
| 2    | Franco Chioccioli        | Selle Italia-Chinol | s.t.     |
| 3    | Mario Beccia             | Hoonved-Bottecchia  | a 1"     |
| 4    | Marco Groppo             | Metauro Mobili      | a 52"    |
| 5    | Sergio Santimaria        | Selle San Marco     | a 1'59"  |
| 6    | Orlando Maini            | Termolan-Galli      | a 2'10"  |
| 7    | Czesław Lang             | Gis Gelati-Olmo     | a 2'34"  |
| 8    | Stefano D'Arcangelo      | Gis Gelati-Olmo     | a 3'37"  |
| 9    | Fiorenzo Aliverti        | Hoonved-Bottecchia  | s.t.     |
| 10   | Jean-Marie Wampers       | Gis Gelati-Olmo     | s.t.     |